# 大白药
大白药（学名：Marsdenia griffithii）为夹竹桃科牛奶菜属的植物。分布在印度以及中国大陆的云南等地，生长于海拔800米至1,500米的地区，常生长在山地密林中，目前尚未由人工引种栽培。

## 别名
小白前、蛆藤、大对节生、大掰角牛（云南）